# Arisaema schimperianum
Arisaema schimperianum är en kallaväxtart som beskrevs av Heinrich Wilhelm Schott. Arisaema schimperianum ingår i släktet Arisaema och familjen kallaväxter. Inga underarter finns listade.